# თ
თ（グルジア語: თანი、/tʰanɪ/）は、現行のグルジア文字の8番目の文字（正書法改正前は9番目）である。

## 使用
ジョージア語では無声歯茎破裂音の有気音[tʰ]を表す。記数法では数値9を表す。
ジョージア国内のラズ語でも使用されている。トルコ国内で使用されているラズ語ラテン・アルファベットの「T」に対応する。アブハズ語（1937年から1954年まで）およびオセット語（1938年から1954年まで） のグルジア文字表記法でも使用されていたが、現在はキリル文字が主に使われ、アブハズ語では「Ҭ」と、オセット語では「Т」記される。
ジョージア語のラテン文字化では「T」または「T̕」「Tʼ」「Tʻ」と記す。グルジア語の点字では記号⠋（U + 280B）となる。

## 字形
| アソムタヴルリ | ヌスフリ | ムヘドルリ | ムタヴルリ |
| -------------- | -------- | ---------- | ---------- |
|                |          |            |            |

## 符号位置
| 文字 | Unicode | JIS X 0213 | 文字参照          | 備考           |
| ---- | ------- | ---------- | ----------------- | -------------- |
| Ⴇ    | U+10A7  | -          | &#x10A7; &#4263;  | アソムタヴルリ |
| ⴇ    | U+2D07  | -          | &#x2D07; &#11527; | ヌスフリ       |
| Თ    | U+1C97  | -          | &#x1C97; &#7319;  | ムタヴルリ     |
| თ    | U+10D7  | -          | &#x10D7; &#4311;  | ムヘドルリ     |